# Georg Gustav, greve av Veldenz
Georg Gustav, född 6 februari 1564 i Haschbach am Remigiusberg, död 3 juni 1634, var hertig av Veldenz från 1592 till 1634.

## Biografi
Georg Gustav föddes år 1564 som äldste son till Georg Johan I, greve av Lützelstein, Han far dog år 1592 varefter Johan August och hans bröder efterträdde honom under förmyndarskapet av deras mor, Anna Maria av Sverige. År 1598 delade bröderna upp de ärvda områdena: Georg Gustav fick grevskapen Veldenz och Lautereck medan hans yngre bröder fick de resterande områdena. År 1608 grundade han Lixheim för reformerta flyktingar, men tvingades dessvärre sälja den nya staden till Henrik II av Lothringen år 1623. Han dog år 1634 och begravdes i Remigiusberg.

## Familj
Georg Gustav gifte sig med Elisabet av Württemberg den 3 mars 1548. Hon var dotter till Kristoffer av Württemberg; äktenskapet förblev barnlöst.
Georg Gustav gifte sig sedan med Maria Elisabet av Pfalz-Zweibrücken den 7 november 1581, hon var dotter till Johan I av Pfalz-Zweibrücken.
De fick följande barn:
1. Anna Magdalena (19 mars 1602 – 20 augusti 1630)
2. Johan Fredrik (12 januari 1604 – 30 november 1632)
3. Georg Gustav (17 augusti 1605 – 17 september 1605)
4. Elisabet (18 mars 1607 – 4 oktober 1608)
5. Karl Ludvig (5 februari 1609 – 19 juli 1631)
6. Wolfgang Wilhelm (22 augusti 1610 – 27 januari 1611)
7. Sophia Sybilla (14 mars 1612 – 12 juli 1616)
8. Maria Elisabet (24 juni 1616 – 12 september 1649)
9. Maria Amalia of (11 september 1621 – 10 december 1622)
10. Magdalena Sophia (29 november 1622 – 14 augusti 1691)
11. Leopold Ludvig (1 februari 1625 – 29 september 1694)